# Œuf de Naboth
Pour les articles homonymes, voir Œuf.
 Mise en garde médicale
Un œuf de Naboth est un kyste muqueux qui se développe au niveau du col de l'utérus. Il est dû à l’oblitération des conduits excréteurs des glandes du col utérin. Ce type de kyste est généralement découvert lors d’un examen systématique au spéculum. Il n’est responsable d’aucun phénomène douloureux.
Les œufs de Naboth apparaissent souvent après réparation d’un ectropion : l’épithélium malpighien métaplasique (néoformé) recouvre les cryptes glandulaires, sans les coloniser, et les glandes enfermées continuent à sécréter. Les glandes réalisent de petits kystes qui font saillie sous l’épithélium malpighien. Elles sécrètent un fluide facilitant l'entrée des spermatozoïdes dans l'utérus.
Il n’y a aucun traitement nécessaire à la maladie.